# 184275 Laffra
184275 Laffra este o planetă minoră (asteroid) din centura de asteroizi. A fost descoperită pe 6 ianuarie 2005 la Nogales de Jean-Claude Merlin⁠(d). 
Obiectul prezintă o orbită caracterizată de o semiaxă mare de 1,9181250893107 UAi, o excentricitate de 0,08, o înclinație de 18,9 ° în raport cu ecliptica.